# Elipando
Elipando de Toledo (756 — †807) foi arcebispo de Toledo no final do século VIII, e o principal defensor do adocionismo hispânico.
Defendia sua tese, que relata que Cristo era filho gerado pelo pai, mas adotivo pela humanidade. Defendeu suas teses no Sínodo de Francofurt (794), numa mensagem dirigida aos bispos espanhóis, e no Concílio de Aquisgran (800), no qual foi rebatido por Alcuino de Iorque, sua ideia adocionista foi considerada herética nesses concílios, mas ele continuou atuando como primaz da Hispânia.
Contra Elipando, Beato de Liébana e Etério de Osma escreveram o Apologeticum, um texto contra o adocionismo, sendo que, segundo a tradição, Beato de Liébana o chamou de «Testiculum anticristi» ("Testículo do Anticristo")